# جیلیاتو

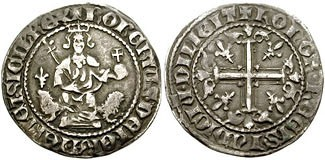
نمای پشت و روی جیلیاتو

جیلیاتو (به ایتالیایی: Gigliato) یک سکهٔ رایج در قرون وسطی و در ایتالیا بود و برای اولین بار توسط کارل دوم پادشاه ناپل در سال ۱۳۰۳ رایج شد. این سکه از جنس نقره بود.